# Куллак, Франц
Франц Куллак (нем. Franz Kullak; 12 апреля 1844, Берлин — 9 декабря 1913, там же) — немецкий композитор и музыкальный педагог. Сын и ученик Теодора Куллака.
Написал оперу «Ines de Castro», «Юбилейную увертюру» для оркестра, ряд фортепианных пьес и романсов. Автор многочисленных фортепианных переложений оркестровой музыки (в том числе сочинений Моцарта и Бетховена). Бетховенскому пианизму посвятил отдельное исследование, опубликовал также «Лекцию о музыке конца XIX столетия» (нем. Der Vortrag in der Musik am Ende des XIX Jahrhunderts). Составил ряд учебных пособий: «Der erste Klavierunterricht», «Der Fortschritt im Klavierspiel», «Die Harmonie auf dem Klavier» и т. д.
После смерти отца в 1882 году принял руководство основанною им Новой Академии музыки, однако уже в 1890 г. закрыл её.